# L'esecuzione... una storia vera
L'esecuzione... una storia vera (Act of Vengeance, conosciuto anche come Rape Squad e The Violator) è un film d'exploitation statunitense del 1974. Fu diretto da Bob Kelljan ed interpretato da Jo Ann Harris, Peter Brown, Jennifer Lee, Connie Strickland, Lisa Moore, Tony Young, Steve Kanaly e Anneka Di Lorenzo.

## Trama
Alcune ragazze conosciute in una stazione di polizia vengono violentate da un uomo mascherato, e dopo il brutale stupro le ragazze decidono di diventare un gruppo di vigilantes di strada e di mettere in atto una vendetta nei confronti dello stupratore.